# Sublimace

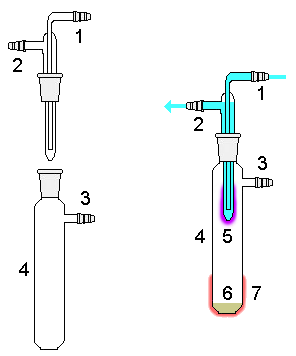
Jednoduchý sublimační přístroj

Sublimace je skupenská přeměna, při které se pevná látka mění na plyn, aniž by došlo k tání pevné látky (tedy bez průchodu kapalnou fází).
Opačný proces se nazývá desublimace. Při desublimaci se tedy plyn mění přímo na pevnou látku bez předchozí kondenzace.

## Vlastnosti
Při sublimaci je tlak nasycených par nad pevnou fází vždy nižší, než jejich tlak nad kapalnou fází.
Za normálního tlaku sublimují např. led (pod 0 °C), suchý led (–78,5 °C) nebo fluorid uranový (56,5 °C), jod, naftalen nebo kafr. Většina látek je schopná sublimace za sníženého tlaku – přesněji řečeno tlaku nižším, než odpovídá jejich trojnému bodu. Schopnost látky sublimovat tak můžeme posoudit z jejího fázového diagramu.
Sublimace ledu je na mikroskopické úrovni stejně rychlá jako odpařování vody, např. proto také prádlo uschne i za mrazu.

## Využití

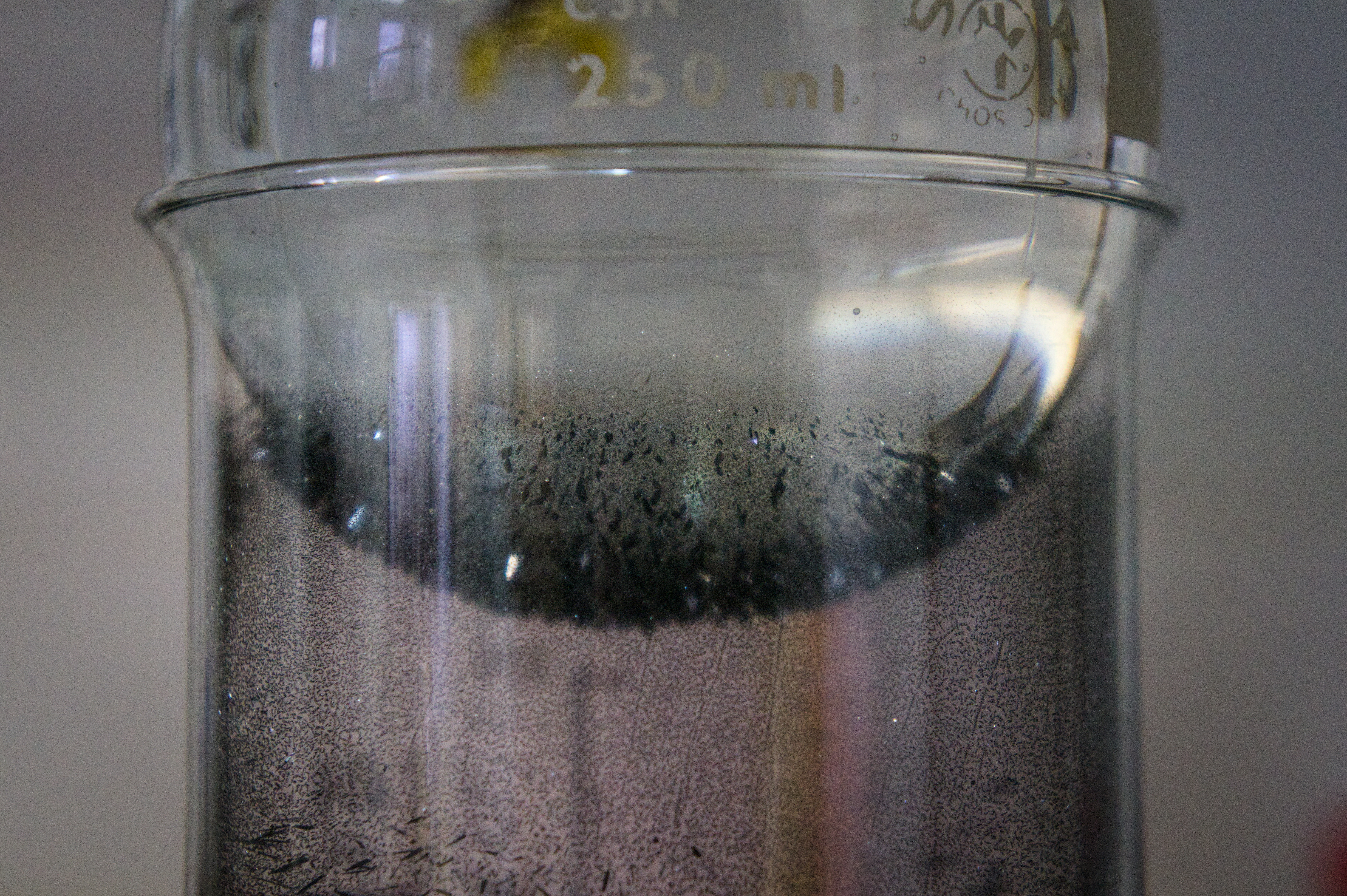
Čištění jódu sublimací.

Sublimace se využívá při čištění chemických látek. Používá se k rozdělení směsí sublimujících a nesublimujících látek. Spočívá v ohřívání a ochlazování směsi za účelem sublimace a desublimace jedné složky směsi. Výsledný produkt po ochlazení a opětné přeměně zpátky do pevného skupenství se nazývá sublimát. Existuje též sublimační metoda (komerčního) potisku textilií a plachtovin.
Na sublimaci je založená lyofilizace.

### Příklad průběhu
Jod znečištěný např. pískem je v kádince, do jejíhož otvoru je položena baňka s chladnou vodou. Kádinka se začne ohřívat nad kahanem a jod pomalu „sublimuje“ (tání a vypařování jodu je při ohřevu nad kahanem nepostřehnutelné). Jeho nafialovělé páry stoupají vzhůru, kde je zastavuje baňka s chladnou vodou a opět přechází do pevného skupenství (dílčí změny skupenství jsou opět okem neviditelné). Na dně baňky (z vnější strany) je „přesublimovaný“ čistý jod.